# Cluj (distrikt)
Cluj er et distrikt i Transsylvanien i Rumænien med 702.755 (2002) indbyggere. Hovedstad er byen Cluj-Napoca.

## Byer
- Cluj-Napoca
- Turda
- Dej
- Câmpia Turzii
- Gherla
- Huedin

### Kommuner
| - Aghireşu - Aiton - Aluniş - Apahida - Aşchileu - Baciu - Băişoara - Beliş - Bobâlna - Bonţida - Borşa - Buza - Căianu - Călăţele - Cămăraşu - Căpuşu Mare - Căşeiu - Cătina - Câţcău | - Ceanu Mare - Chinteni - Chiuieşti - Ciucea - Ciurila - Cojocna - Corneşti - Cuzdrioara - Dăbâca - Feleacu - Fizeşu Gherlii - Floreşti - Frata - Gârbău - Geaca - Gilău - Iara - Iclod - Izvoru Crişului | - Jichişu de Jos - Jucu - Luna - Măguri-Răcătău - Mănăstireni - Mărgău - Mărişel - Mica - Mihai Viteazu - Mintiu Gherlii - Mociu - Moldoveneşti - Negreni - Pălatca - Panticeu - Petreştii de Jos - Ploscoş - Poieni - Recea-Cristur | - Săcuieu - Sănduleşti - Săvădisla - Sânncraiu - Sânmartin - Sânpaul - Sic - Suatu - Tritenii de Jos - Tureni - Ţaga - Unguraş - Vad - Valea Ierii - Viişoara - Vultureni |

## Demografi
46°46′30″N 23°35′30″Ø / 46.775°N 23.5917°Ø